# Diksilend
Diksilend, koji se ponekad naziva vrućim džezom ili tradicionalnim džezom, stil je džeza zasnovan na muzici koja se razvila u Nju Orleansu početkom 20. veka.
Jedna od prvih upotreba izraza „diksilend“ u muzičkom kontekstu bila je u imenu Originalni diksilend džas bend (koji je ubrzo nakon toga promenio pravopis svog naziva u „Originalni diksilend džez bend“). Njihovi snimci iz 1917. naveli su javnost da obrati pažnju na ovoj novi muzički stil.
Preporodni pokret za tradicionalni džez započeo je krajem 1940-ih, kao reakcija na orkestarske zvuke sving ere i percipirani haos novih zvukova bi-bopa (takozvanu „kinesku muziku“ po rečima Luja Armstronga), predvođen braćom Asunto iz originalnih Djuksa diksilenda. Pokret je obuhvatio elemente čikaškog stila koji se razvio tokom 1920-ih, kao što je upotreba kontrabasa umesto tube, i žičanih instrumenta, pored originalnog formata Njuorleansnog stila. To je odražavalo činjenicu da je gotovo sav snimljeni repertoar muzičara iz Nju Orleansa bio iz perioda kada je format već evoluirao dalje od tradicionalnog formata u Nju Orleansu. „Diksilend“ se u tom smislu može smatrati oznakom pokreta oživljavanja džeza s kraja 1930-ih do 1950-ih kao i bilo kog datog podžanra džeza. Osnovni elementi koji su prihvaćeni kao deo stila bili su tradicionalne linije fronta koje su se sastojale od truba, trombona i klarineta, i ansambalskih improvizacija u dvotaktnom ritmu.

## Istorija
Originalna diksilend džas bend, snimajući svoj prvi disk 1917. godine, bio je prvi slučaj da se džez muzika naziva „diksilend”, mada se u to vreme termin odnosio na bend, a ne na žanr. Zvuk benda bio je kombinacija afroameričkog/njuorleanskog ragtajma i sicilijanske muzike. Muzika Sicilije bila je jedan od mnogih žanrova na muzičkoj sceni Nju Orleansa tokom 1910-ih, zajedno sa osveštanom crkvenom muzikom, muzikom duvačkih orkestara i bluzom.
Mnogo kasnije, termin „diksilend“ je primenjen na rani džez među tradicionalnim džez preporoditeljima, počev od četrdesetih i pedesetih godina 20. veka. To ime se odnosi na „Stari Jug“, tačnije na sve južno od linije Mejson-Dikson. Izraz obuhvata rane marševe duvačkih orkestara, francuske kvadrile, begine, regtajm i bluz sa kolektivnom, polifonom improvizacijom. Iako instrumentacija i veličina bendova mogu biti vrlo fleksibilni, „standardni“ bend se sastoji od „prednje linije“ trube (ili korneta), trombona i klarineta, sa „ritam sekcijom“ od najmanje dva od sledećih instrumenata: gitara ili bendžo, kontrabas ili tuba, klavir i bubnjevi. Luis Armstrongov All-Stars je bio bend koji je najpopularnije poistovećen sa diksilendom tokom četrdesetih, iako je Armstrongov vlastiti uticaj tokom 1920-ih bio je da muziku pomeri izvan tradicionalnog stila Nju Orleansa.
Definitivni zvuk diksilenda nastaje kada jedan instrument (obično truba) svira melodiju ili prepoznatljivu parafrazu ili varijaciju, a ostali instrumenti „frontalne linije“ improvizuju oko te melodije. Ovo stvara u većoj meri polifonijski zvuk od uređenog ansamblskog sviranja velikog banda ili ravnih melodija bi-bapa.
Tokom 1930-ih i 1940-ih, raniji stil grupne improvizacije izguio je na značaju kod većine mlađih crnačkih muzičara, dok su neki stariji muzičari obe rase nastavili i dalje u starijem stilu. Iako su mlađi muzičari razvili nove forme, mnogi bi-boperi su poštovali Armstronga i citirali fragmente njegove snimljene muzike u sopstvenim improvizacijama.
Oživljavanje diksilenda krajem 1940-ih i 1950-ih predvodili su braća Asunto iz originalnih Djuksa diksilenda, benda poznatog po svojoj virtuoznoj improvizaciji i snimanju prve stereo ploče u istoriji. Pokret je mnogim polu-penzionisanim muzičarima doneo meru slave u poznom životnom dobu, kao i vraćanje penzionisanih muzičara u džez krug nakon godina nesviranja (npr. Kid Ori i Red Nikols). Mnoge diksilend grupe iz doba preporoda svesno su imitirale snimke i bendove ranijih decenija. Drugi muzičari nastavili su da stvaraju inovativne performanse i nove melodije. Na primer, pedesetih godina 20. veka stil nazvan „progresivni diksilend“ nastojao je da spoji višeglasnu improvizaciju sa ritmom u stilu bi-bapa. Spajk Džouns & i njegov novi bend i Stiv Lejsi svirali su sa takvim bendovima. Ovaj stil se ponekad naziva „diksi-bop”. Lejsi je dalje primenjivao taj pristup na muziku Telonijus Manka, Čarlsa Mingusa, Djuka Elingtona i Herbi Nikolsa.

## Etimologija
Iako se termin diksilend još uvek široko koristi, prikladnost izraza je tema o kojoj se žestoko raspravlja u nekim krugovima. Nekima je to preferirana etiketa (posebno bendovima na zapadnoj obali SAD-a i onima pod uticajem bendova oživljavanja iz 1940-ih), dok drugi radije koriste izraze poput klasičnog džeza ili tradicionalnog džeza. Neki od potonjih smatraju diksilend pogrdnim terminom koji podrazumeva površni hokum, koji se svirao bez strasti ili dubokog razumevanja muzike, i zato što je „diksi” referenca na južne države pre građanskog rata. Mnogi crnački muzičari tradicionalno odbacuju taj termin kao stil različit od tradicionalnog džeza, koji karakteriše staktično sviranje u potpuno belim grupama kao što je Originalni diksilend džez bend, za razliku od sporijeg, sinkopiranog stila sviranja koji karakterišu muzičari poput Kinga Olivera ili Kida Orija.
Diksilend se danas često primenjuje na bendove koji sviraju u tradicionalnom stilu. Grupe kao što su Edi Kondon i Magsi Spanier bile su označene kao diksilend, što odražava grupisanje čikaškog i njuorleanskog stila tradicionalnog džeza pod istom etiketom.

## Glavne forme

### Čikaški stil
„Čikaški stil“ se često primenjuje na zvuk Čikažana kao što su Džimi Makpartland, Edi Kondon, Magsi Spanier i Bad Friman. Ritаmske sekcije ovih bendova zamenjuju kontrabas za tubu, a gitaru za bendžo. Muzički, Čikažani sviraju u većoj meri u sving stilu. Naklonost Njuorleanšana ka zvuku ansambla je manje naglašena u korist soloa. Diksilend u čikaškom stilu takođe se razlikuje od svog južnog porekla bržim tempom, podsećajući na gradsku vrevu. Bendovi u čikaškom stilu sviraju širok spektar melodija, uključujući većinu tradicionalnijih bendova, kao i mnoštvo odabira Velike američke pesmarice iz 1930-ih muzičara Džordža Geršvina, Džeroma Kerna, Kola Portera i Irvinga Berlina. Neke od osoba koje nisu iz Čikaga, poput Pi Vi Rasela i Bobija Haketa, često se smatra da sviraju u ovom stilu. Ovaj modernizovani stil počeo je da se zove niksilend, prema noćnom klubu Nikov Grinvič Vilidž, gde je bio popularan, mada termin nije bio ograničen na taj klub.

### Zapadnoobalsko oživljavanje
„Oživljavanje Zapadne obale“ je pokret koji su krajem 1930-ih započeli Lu Voters i njegov Jerba Buena džez bend u San Francisku, a proširio ga je trombonista Turk Merfi. To je počelo kao reakcija na čikaški stil, koji je razvojno bliži svingu. Repertoar ovih bendova zasnovan je na muzici Džo „King” Olivera, Dželi Rol Mortona, Luja Armstronga i V.C. Handija. Bendovi koji sviraju u stilu zapadne obale koriste ritam bendža i tube u ritam sekcijama.

## Oživljavanje
Preporod diksilenda je obnovio publiku za muzičare koji su nastavili da sviraju u tradicionalnim džez stilovima, i došlo je do oživljavanja karijera muzičara iz Nju Orleansa koji su bili neaktivni usled promena muzičkih stilova koji su se dešavali prethodnih godina. Mlađi crnački muzičari uglavnom su se klonili preporoda, pretežno zbog nevoljnosti da prilagođavaju svoju muziku onome što su videli kao nostalgičnu zabavu za belu publiku sa kojom nisu delili takvu nostalgiju. Asocijacije Džima Kroua pod nazivom „Diksilend“ takođe nisu učinile mnogo da privuku mlađe crnačke muzičare u preporod.

## Časopisi
Postoji nekoliko aktivnih periodičnih publikacija posvećenih tradicionalnom džezu: Jazz Rambler, tromesečno glasilo koje distribuira Džez društvo američkog najboljeg gradskog diksilend džeza iz San Dijega, The Syncopated Times, koja pokriva tradicionalni džez, regtajm i sving; „Just Jazz“ i „The Jazz Rag“ u Velikoj Britaniji i donekle Jazz Journal, internetska publikacija sa sedištem u Evropi koja pokriva razne džez stilove. 

## Citati
Ubedljivo najsrećnija od sve muzike je diksilend džez. Zvuk nekoliko rogova svi od kojih zajedno improvizuju na prilično jednostavnim promenama akorda sa određenim ulogama za svaki instrument, ali velikom količinom slobode, ne može a da ne zvuči neprestano radosno.— Skot Janov
Sredinom 1930-ih reč „diksilend“ se slobodno primenjivala na određene krugove belih muzičara. Prvo profesionalna štampa, a zatim javnost. Na kraju decenije sve je izgubilo bilo kakvu direktnu ’južnjačku’ asocijaciju.— Ričard Sadalter

## Literatura
- „Festival Internacional de Dixieland — Ajuntament de Tarragona”. tarragona.cat.
- Hardie, Daniel (2002). Exploring Early Jazz: The Origins and Evolution of the New Orleans Style. iUniverse. ISBN 0-595-21876-8.
- Kernfeld, Barry Dean (1995). The Blackwell Guide to Recorded Jazz. Wiley-Blackwell. ISBN 0-631-19552-1.
- Centerstage Chicago Архивирано 2008-07-08 на сајту
- Cosgrove, Stuart, "The History of House Sound of Chicago The Story Continues..."  Web reproduction  Архивирано 2008-08-21 на сајту
- „Research Resources on Chicago and the Great Migration”. The University of Chicago Library This site may move. Uncomment this archive if it is suddenly lost. Chicago Jazz Archive. Архивирано из оригинала 2007-02-21. г. Приступљено 2008-03-22.
- Brothers, Thomas (2014). Louis Armstrong: Master of Modernism. New York, NY: W.W. Norton & Company. ISBN 978-0-393-06582-4.
- Owsley, Dennis C.; Owsley, Rosa B. „Jazz History: A Study Guide”. Jazz Unlimited. Dennis C. and Rosa B. Owsley. Архивирано из оригинала 2008-05-13. г. Приступљено 2008-03-22. „Many southern blacks migrated to Chicago during and after World War I and the musicians migrated with them. White Chicagoans developed a style based on what they heard the blacks play. ... Most of the important early jazz recordings were made in the area.”
- Brothers, Thomas (2014). Louis Armstrong: Master of Modernism. W.W. Norton & Company: W.W. Norton & Company. стр. 227. ISBN 978-0-393-06582-4.